# 전주 숲정이
전주 숲정이는 대한민국 전북특별자치도 전주시 덕진구 진북동에 위치해 있는 천주교 순교지이다. 또한 전주 숲정이는 1984년 9월 20일에 전라북도의 기념물 제 71호로 지정되었다.

## 개요
숲정이는 조선시대에 군사훈련 지휘소가 있던 곳으로, 천주교도들의 목을 베던 처형장이었다. 당시엔 숲이 칙칙하게 우거져 "숲머리" 혹은 "숲정이"라 불렀다. 1801년 ｢신유박해｣ 때, 전라도의 첫 천주교 사도 유항검(아우구스티노)의 아내와 제수, 맏며느리 이순이(루갈다) 등이 이곳에서 순교했다. 1839년 ｢기해박해｣ 때는, 신태보(베드로), 이태권(베드로), 이일언(욥), 정태봉(바오로) 등이 순교했다. 1866년 ｢병인박해｣ 때는 정문호(바르톨로메오), 손선지(베드로), 한재권(요셉), 조화서(베드로), 이명서(베드로) 등이 순교했다. 1867년에는 김사집(필립보) 등 여러 사람이 순교했다. 이곳은 유항검이 처형된 풍남문 밖의 전동성당, 유항검과 그 가족이 묻힌 치명자산과 함께 대표적인 천주교 성지이다.

## 현지 안내문
숲정이는 옛 전주부성의 북쪽인데 툭터져 허하다 하여 조선시대 관찰사 이서구(李書九)가 1794년경 대규모 숲을 조성케 했다고 전해오고 있다. 이후 이곳을 숲정이로 불렀다고 한다. 훗날 이 숲은 천주교 신자들을 처형하는 형장이 되었다. 후대에 순교자들의 정신을 승계하고자 이 곳에 순교자비를 세우고 카톨릭계의 해성 중·고교가 들어섰으나 지금은 아파트 숲속에 치명탑만 남아 있다.
1866년의 병인교난은 5대 종교박해 사건의 하나로 카톨릭신자 13명이 이곳에서 처형되는 사상 유례 없는 참극이 벌어졌던 곳이다. 이 이후 전주는 대표적인 천주교 순교지로 꼽히어 성지순례자들의 발길이 이어지고 있다.

## 참고 자료
- 숲정이 (천주교순교지) - 국가유산청 국가유산포털